# 폴라리스AI파마
폴라리스AI파마(Polaris AI Pharma Corp.)는 대한민국의 원료의약품 제조기업으로 원료의약품 제조 전문 기업 에스텍파마를 인수하여 사명을 폴라리스AI파마로 변경하였다. 본사는 경기도 화성시 향남읍 발안공단로 25에 위치해 있으며 대표이사는 김영관이다.

## 참고 문헌
1. ↑  박수빈, 폴라리스오피스, 지난해 매출 1079억으로 역대 최대...영업익 전년 277% 증가, AI타임즈, 2024년 3월 13일
2. ↑  폴라리스AI, 스카이문스테크놀로지, 세명전기 등, 인포스톡데일리, 2024.05.08
3. ↑  <코>폴라리스AI파마, 장중 신고가 돌파.. 12,030→12,300(▲270), 서울경제, 2024.05.09
4. ↑  폴라리스AI파마, +1.01% 상승폭 확대, 조선비즈, 2024.05.09